# Szerelem és becsület (film, 2006)
A Szerelem és becsület (japánul: 武士の一分 (Busi no icsibun)) egy 2006-ban bemutatott japán romantikus filmdráma, Jamada Jódzsi Szamuráj-trilógiájának harmadik része Az alkonyat harcosa és a Rejtett penge után.

## Cselekmény
|  | Alább a cselekmény részletei következnek! |

Mimura Sinnodzsó, az alacsony rangú szamuráj ételkóstolással foglalkozik: a nagyúr elé kerülő étkekből kell ennie, hogy kiderüljön, nem mérgezettek-e. Egyik nap rossz évszakban begyűjtött kagylót kap, ami súlyos mérgezést okoz: életét ugyan sikerül megmenteni, de látását örökre elveszti. Mivel úgy érzi, nincs értelme úgy élni, hogy élete mások segítségétől függ, öngyilkosságot akar elkövetni, azonban hűséges felesége, Kajo utasítására Tokuhei, a szolga elrejti Sinnodzsó kardját. Kajo hatására végül úgy dönt, mégsem öli meg magát.
Mivel vak embert senki sem akar alkalmazni, így viszont veszélybe kerül a család megélhetése. Kajo és rokonai összeülnek, hogy megbeszéljék, mit tehetnek. Kiderül, hogy Kajo véletlenül találkozott az utcán a magas rangú úrral, Simada Tojával, aki segítséget ajánlott neki. A család úgy dönt, el kell fogadni a segítséget, ám kiderül: Simada cserébe Kajo testét kéri. A szerető feleség kénytelen beleegyezni még ebbe is, hogy férje jövedelme megmaradjon. Sinnodzsó viszont gyanút fog, ezért Tokuheit megbízza, hogy kövesse az asszonyt. Amikor kiderül, hogy a nő kinél tesz látogatásokat, Sinnodzsó felháborodik és Kajo ezután már hiába magyarázza el, miért tette, amit tett, a szamuráj kiutasítja őt házából.
Hamarosan azonban kiderül, Simada hazudott, mert nem az ő közbenjárására maradt meg Sinnodzsó jövedelme, hanem a nagyúr maga döntött így. Sinnodzsó annyira dühbe jön, hogy úgy dönt: vaksága ellenére párbajra hívja ki Simadát. Vívómesterével gyakorol, ennek során kiderül, hogy már látás nélkül is jól érzi ellenfele bizonyos mozdulatait. A párbaj során Simada elővigyázatlan, ezért Sinnodzsónak sikerül levágnia karját, ezért később szégyenében meg is öli magát. Tokuhei új szolgálólányt fogad fel Sinnodzsónak, akit a ház ura főztje alapján azonnal felismer: Kajo az. Megbocsát neki és visszafogadja otthonába.
|  | Itt a vége a cselekmény részletezésének! |

## Szereplők
- Kimura Takuja – Mimura Sinnodzsó, a szamuráj
- Dan Rei – Mimura Kajo
- Bando Micugoró – Simada Toja
- Szaszano Takasi – Tokuhei
- Momoi Kaori – Hatano Ine
- Kobajasi Nendzsi – Higucsi Szakunoszuke
- Ogata Ken – Sinnodzsó mestere

## Díjak és jelölések
| 2007 | Ázsiai Filmdíj                      | Legjobb film                 |                                                | Jelölés  |
| 2007 | Japán akadémiai díj                 | Legjobb férfi mellékszereplő | Szaszano Takasi                                | Elnyerte |
| 2007 | Japán akadémiai díj                 | Legjobb operatőr             | Naganuma Mucuo                                 | Elnyerte |
| 2007 | Japán akadémiai díj                 | Legjobb világítás            | Nakaszu Takesi                                 | Elnyerte |
| 2007 | Japán akadémiai díj                 | Legjobb film                 |                                                | Jelölés  |
| 2007 | Japán akadémiai díj                 | Legjobb férfi színész        | Kimura Takuja                                  | Jelölés  |
| 2007 | Japán akadémiai díj                 | Legjobb színésznő            | Dan Rei                                        | Jelölés  |
| 2007 | Japán akadémiai díj                 | Legjobb női mellékszereplő   | Momoi Kaori                                    | Jelölés  |
| 2007 | Japán akadémiai díj                 | Legjobb rendező              | Jamada Jódzsi                                  | Jelölés  |
| 2007 | Japán akadémiai díj                 | Legjobb forgatókönyv         | Jamada Jódzsi, Hiramacu Emiko, Jamamoto Icsiró | Jelölés  |
| 2007 | Japán akadémiai díj                 | Legjobb szerkesztés          | Isii Ivao                                      | Jelölés  |
| 2007 | Japán akadémiai díj                 | Legjobb művészeti rendezés   | Degava Micuo                                   | Jelölés  |
| 2007 | Japán akadémiai díj                 | Legjobb zene                 | Tomita Iszao                                   | Jelölés  |
| 2007 | Japán akadémiai díj                 | Legjobb hang                 | Kisida Kazumi                                  | Jelölés  |
| 2007 | Kék Szalag-díj                      | Legjobb új színésznő         | Dan Rei                                        | Elnyerte |
| 2007 | Cinemanila nemzetközi filmfesztivál | Nemzetközi verseny           | Jamada Jódzsi                                  | Jelölés  |
| 2007 | Kinema Dzsunpó-díj                  | Legjobb férfi mellékszereplő | Szaszano Takasi                                | Elnyerte |
| 2007 | Kinema Dzsunpó-díj                  | Legjobb új színésznő         | Dan Rei                                        | Elnyerte |
| 2007 | Mainicsi-díj                        | Legjobb férfi mellékszereplő | Szaszano Takasi                                | Elnyerte |
| 2007 | Mainicsi-díj                        | Új tehetség díj              | Dan Rei                                        | Elnyerte |
| 2007 | Nikkan Sports-díj                   | Legjobb férfi színész        | Kimura Takuja                                  | Elnyerte |
| 2007 | Nikkan Sports-díj                   | Legjobb férfi mellékszereplő | Szaszano Takasi                                | Elnyerte |
| 2007 | Sanghaji nemzetközi filmfesztivál   | Legjobb zene                 | Tomita Iszao                                   | Elnyerte |